# ザ・フォーチュンズ
ザ・フォーチュンズ（The Fortunes）は、イギリス、バーミンガム出身のバンド。ロッド・アレン、グレン・デイル、バリー・プリチャードが織り成すコーラスと、叙情的なオーケストレーションが特徴。1965年に「ゴット・ユア・トラブル」と「ヒア・イット・カムズ・アゲイン」が英米共に大ヒット。

## 来歴
前身は、ロッド・アレン、グレン・デイル、バリー・プリチャードの三人で結成されたザ・クリフトーンズというコーラス・グループ。デッカ・レコードと契約を結び、シングル『サマータイム・サマータイム』でデビューを果たすも、ヒットには至らなかった。三人は、オルガンにデイヴ・カー、ドラムスにアンディ・ブラウンを迎え、またバンド名をザ・フォーチュンズと改め、デッカ・レコードにて「キャロライン」で再デビューを果たす。ヒットには結び付かなかったが、キャッチーなサウンドが特徴のこの曲は、ラジオ・キャロラインのテーマ音楽に使われ、フォーチュンズの名前も徐々に知られ始める。
その後の2枚のシングルもヒットには至らなかった。1965年、「ゴット・ユア・トラブル」が国内チャートの2位を記録する。イギリス国内だけに留まらず、世界各国のヒットとなった。カナダでは1位、アメリカでは7位を記録し、フォーチュンズの代表曲となった。
続くシングル「ヒア・イット・カムズ・アゲイン」も4位、「ディス・ゴールデン・リング」も14位とヒットしたが、「ゴット・ユア・トラブル」を超えるヒットには至らなかった。この時期にデイルがソロ歌手としてバンドを抜け、シェル・マクレイがリズム・ギターになる。
1967年、デッカ・レコードを辞め、ユナイテッド・アーティスツ・レコードに移籍。シングルを幾つか発表するも、ヒットには結び付かない。この時にカーが抜け、新たなオルガニストが加入。カーはその後、ザ・ベンチャーズのキーボーディストとして活動する。
1971年、『雨のフィーリング』がアメリカで15位を記録する。その後の「フリーダム・フリーダム」、「ストーム・イン・ア・ティーカップ」も国内でヒットする。
フォーチュンズ結成当初のメンバーが次々と辞めて行く中、アレンとプリチャードが中心メンバーとなり活動を続けていたが、1999年にプリチャードが、そして結成当初からフォーチュンズにいたアレンも2008年にそれぞれ亡くなる。途中で抜けたカーも2011年に死去。結成当初からのメンバーがいないフォーチュンズは、現在もツアーやライヴを行っている。

## メンバー
オリジナル・メンバー
- ロッド・アレン（Rod Allen） - リード・ボーカル、ベース（1963年 - 2008年）
出生名はロドニー・ベインブリッジ（Rodney Bainbridge）。1944年3月31日、レスター生まれ。2008年1月10日死去。
- バリー・プリチャード（Barry Pritchard） - リードギター、ボーカル（1963年 - 1995年）
1944年4月3日生まれ、1999年1月11日死去。
- アンディ・ブラウン（Andy Brown） - ドラムス（1963年 - 1977年）
1946年1月7日、バーミンガム生まれ。
- グレン・デイル（Glen Dale） - リズムギター、ボーカル（1963年 - 1966年）
1963年生まれ、2019年1月13日死去。
- デヴィッド・カー（David Carr） - キーボード（1963年 - 1968年）
1943年8月4日、ロンドン、レイトン生まれ。2011年7月12日死去。

現メンバー
- マイケル・スミサム（Michael Smitham） - ギター、ボーカル（1983年 - ）
- エディ・ムーニー（Eddie Mooney） - リード・ボーカル、ベース（2007年 - ）
- グレン・テイラー（Glenn Taylor） - ドラムス（2010年 - ）
- クリス・ハッチソン（Chris Hutchison） - キーボード、ボーカル（2018年 - ）

旧メンバー
- ボブ・ジャクソン（Bob Jackson） - キーボード、ボーカル（1995年 - 2018年）
- ジェフ・タートン（Geoff Turton） - キーボード、ボーカル（2013年）
- シェル・マクレー（Shel Macrae） - リード・ボーカル、リズムギター（1966年 - 1977年）
- ジョージ・マカリスター（George McAllister） - ボーカル、ピアノ、メロトロン（1970年 - 1974年）
- ジョン・トリケット（John Trickett） - ドラムス（1977年 - 1984年）
- ジョン・デービー（John Davey） - ボーカル（1977年 - 1983年）
- リッキー・パーセル（Ricky Persell） - ギター、ボーカル（1977年 - 1980年）
- ポール・フーパー（Paul Hooper） - ドラムス（1984年 - 2010年）

## 代表曲
- You've Got Your Troubles
- Here It comes Again
- This Golden Ring
- Here Comes That Rainy Day Feeling Again
- Freedom Come, Freedom Go
- Storm In A Teacup